# Justin de Viry
Justin de Viry, né en 1737 et mort en 1813, comte, baron de La Perrière et de Cohendier, seigneur d'Ogny, fut un diplomate et homme politique, ayant servi le royaume de Piémont-Sardaigne, puis la France.  

## Biographie

### Enfance et origine familiale
Joseph-Marie-François-Justin de Viry naquit le 1er novembre 1737, au château familial de Viry,, alors dans le duché de Savoie, dans le royaume de Piémont-Sardaigne. Il est le fils unique du comte Joseph-Marie-François-Justin de Viry et de Louise-Marie-Joséphine de Rochette de Cohendier. Son père fut ministre des affaires étrangères du royaume de Sardaigne, en 1764.
Il descend d'une des plus grandes familles seigneuriales, originaire du comté de Genève, puis de la noblesse de Savoie et portait les titres de baron de La Perrière et de Cohendier, seigneur d'Ogny (ou Augny), d'Herchamps et de Sauterens.
Il effectue ses études à Chambéry.

### Carrière sarde
Ministre plénipotentiaire auprès des États-généraux des Provinces-Unies, à La Haye, en 1764, il fut l'envoyé extraordinaire à Londres, avant d'intégrer la cour du roi. Il est gentilhomme de la Chambre, en 1765. Il devint ensuite ambassadeur du royaume de Piémont-Sardaigne à Madrid, en 1769, puis à la Cour de Versailles en 1773. Il présida durant cette ambassade à la conclusion du mariage du comte d’Artois (futur Charles X) avec Marie-Thérèse de Savoie et à celui du prince de Piémont (futur Charles-Emmanuel IV de Sardaigne) avec Clotilde de France, sœur de Louis XVI.
Disgracié pour avoir fait des commentaires désobligeants sur les comtesses de Provence et d'Artois ou vicitme « d'une quelconque intrigue », il se abandonne sa carrière et se retire dans ses terres en 1777.

### Carrière française
Il réside au château de Viry et devient maire de la commune éponyme, durant l'épisode révolutionnaire sous le nom de Justin Viry,.
Rallié à la cause bonapartiste au lendemain de Brumaire, il fut nommé préfet de la Lys (dont le chef-lieu est Bruges, en Belgique) par Bonaparte, en 1800.
Le 4 février 1804, il fut rappelé à Paris où il entra au Sénat conservateur. Il devint chambellan de l'empereur, le 23 octobre 1804. À ce titre, il fut chargé d'accompagner le pape Pie VII que Napoléon avait fait venir à Paris afin d'assister à son couronnement. 
Il fut créé comte de l'Empire, en 1808.

### Mort et inhumation
Il mourut à Paris le 23 octobre 1813. Il fut inhumé au Panthéon de Paris.

## Famille
Justin de Viry épouse en premières noces, le 12 novembre 1761, à Londres, Jeanne-Henriette Speed, fille d'un ancien colonel de cavalerie britannique. En secondes noces, il épouse, le 15 septembre 1783, Josephe-Mariane-Jéronime de Mareste de Rochefort(1755-1839).
Sont issus:
- du premier mariage :
- François-Joseph-Marie-Henri La Perrière de Viry (1766-1820). Attaché à Londres à la cour du roi George IV. Il épouse Augusta Montagu de Sandwich (1769-1849), qui lui donne 8 enfants, dont Charles de Viry (1809-1888).

- du second mariage, quatre fils morts sans postérité  :
- Albert-Eugène-François (1784-1813). Il épouse Ernestine de Saint-Simon-Courtomer ;
- François-Joseph-Henry-Balthazar (1786-1809). Aide de camp du maréchal Lannes, il est blessé à la bataille d'Essling et meurt à Vienne le 16 juin 1809. Sans alliance ;
- Jean-Marie (1792-mort en bas âge) ;
- Melchior-François (1796-mort en bas âge).

## Armoiries
|  | Armes du comte de Viry et de l'Empire Pallé d'argent et d'azur de six pièces (de Viry). Franc-quartier de comte sénateur brochant sur le tout |